# Władysław Student
Władysław Student (ur. 10 kwietnia 1931 w Niedobczycach, zm. 16 grudnia 2007 tamże) – polski ksiądz rzymskokatolicki, kanonik gremialny Kapituły katedralnej katowickiej, prałat.
Po maturze, dwuletniej służbie wojskowej w Jarosławiu i pracy w  fabryce maszyn w Rybniku, w latach 1954-1959 studiował w Śląskim Seminarium Duchownym. Święcenia kapłańskie przyjął 21 czerwca 1959. Był wikarym w parafiach w Kochłowicach (1959-1963), Chwałowicach (1963-1967) i Książenicach (1967-1973).
24 maja 1973 został mianowany przez bp. Herberta Bednorza proboszczem bazyliki NMP i św. Bartłomieja oraz kustoszem sanktuarium Matki Sprawiedliwości i Miłości Społecznej w Piekarach Śląskich w Piekarach Śląskich. Rozpoczął remont wież kościelnych oraz dachu, a następnie renowację malowideł bazyliki. Odnowił także Rajski Plac i Kalwarię, wybudował Dom Pielgrzyma. Za jego kadencji zostały również zamontowane nowe organy piszczałkowe, ławki w nawie głównej oraz zegary na wieżach kościoła. W latach 1974–1987 był dziekanem dekanatu piekarskiego, w 1998 przeszedł na emeryturę. Na stanowisku proboszcza parafii piekarskiej zastąpił go ks. Władysław Nieszporek.
Ks. Władysław Student pełnił wiele funkcji w diecezji katowickiej. 22 maja 1975 został mianowany przewodniczącym Zespołu Kustoszy Sanktuariów Maryjnych w diecezji katowickiej, a od 1977 roku był kanonikiem gremialnym Kapituły katedralnej katowickiej. W listopadzie 1986 otrzymał nominację na kapelana Jego Świątobliwości Jana Pawła II, od tego roku zasiadał również w diecezjalnej Radzie Kapłańskiej. 22 lutego 2001 w dowód szacunku  i uznania dla jego autorytetu, wartości moralnych oraz czynnego uczestniczenia w życiu publicznym miasta, wkład w rozwój społeczny i kulturalny służący dobru mieszkańców Piekar Śląskich otrzymał tytuł Honorowego Obywatela Miasta Piekary Śląskie.
Ostatnie lata życia spędził w domu rodzinnym w Niedobczycach, amatorsko zajmował się malowaniem obrazów. Zmarł 16 grudnia 2007. Uroczystości pogrzebowe pod przewodnictwem arcybiskupa Damiana Zimonia odbyły się 20 grudnia w bazylice NMP w Piekarach Śląskich. Ks. Władysław Student został pochowany na piekarskim cmentarzu parafialnym.